# Escalade de vitesse féminine aux Jeux olympiques d'été de 2024
Cet article traite de l'épreuve féminine. Pour la compétition masculine, voir Escalade de vitesse masculine aux Jeux olympiques d'été de 2024.
Navigation
Tokyo 2020 Los Angeles 2028
L'épreuve d'escalade de vitesse féminine aux Jeux olympiques d'été de 2024 se déroule les 5 et 7 août 2024, au Bourget, au nord de Paris, en France.

## Médaillées
| Or                  | Argent      | Bronze             |
| Aleksandra Mirosław | Lijuan Deng | Aleksandra Kalucka |

## Lieu de la compétition
L'escalade de déroule sur le site d'escalade du Bourget, construit à l'occasion des Jeux dans l'enceinte du Parc des expositions de Paris-Le Bourget, installation inaugurée en 1982 et située dans le département de Seine-Saint-Denis, au nord-est de la ville de Paris.

## Format de compétition
C'est la première fois que l'épreuve de vitesse a lieu en tant que telle aux Jeux olympiques. Lors des Jeux de Tokyo en 2020, la vitesse faisait partie du combiné avec le bloc et la difficulté. Chez les femmes, la finale de l'épreuve de vitesse avait été remportée par la polonaise Aleksandra Mirosław.
Lors de l'escalade de vitesse, deux athlètes grimpent côte à côte sur un mur de 15 mètres. Une phase de qualification permet de classer les grimpeurs en fonction de leurs chronos respectifs puis les 8 meilleurs accèdent à la finale où le premier à atteindre le sommet élimine son concurrent et se qualifie pour le tour suivant. Cette pratique se déroule en intérieur, sur un mur homologué dont les dimensions, la disposition et l'angle donné aux prises sont déterminés à l'avance.

## Calendrier
| Date            | Horaire | Manche         |
| --------------- | ------- | -------------- |
| Lundi 5 août    | 10 h 00 | Qualifications |
| Mercredi 7 août | 10 h 00 | Finale         |

## Résultats détaillés

### Qualifications
Le meilleur temps réalisé pendant la qualification au temps permet d'établir les têtes de série des qualifications en duel. La vainqueur de chaque duel se qualifie pour le tableau final, la perdante ayant réalisé le meilleur temps des qualifications au temps se qualifie en tant que lucky loser.
| Rang | Athlète                     | Pays             | Temps (sec.) | Temps (sec.) | Notes |
| Rang | Athlète                     | Pays             | A            | B            | Notes |
| ---- | --------------------------- | ---------------- | ------------ | ------------ | ----- |
| 1    | Aleksandra Mirosław         | Pologne          | 6 s 06       | 6 s 21       | WR    |
| 2    | Emma Hunt                   | États-Unis       | 6 s 79       | 6 s 36       | PB    |
| 3    | Aleksandra Kalucka          | Pologne          | 6 s 47       | 6 s 389      | PB    |
| 4    | Zhou Yafei                  | Chine            | 6 s 54       | 6 s 389      | PB    |
| 5    | Deng Lijuan                 | Chine            | 6 s 43       | 6 s 40       | PB    |
| 6    | Desak Made Rita Kusuma Dewi | Indonésie        | 6 s 52       | 6 s 45       |       |
| 7    | Rajiah Sallsabillah         | Indonésie        | 6 s 67       | 6 s 58       | PB    |
| 8    | Leslie Adriana Romero Perez | Espagne          | 6 s 94       | 6 s 89       |       |
| 9    | Piper Kelly                 | États-Unis       | 7 s 47       | 7 s 39       |       |
| 10   | Capucine Viglione           | France           | 9 s 72       | 7 s 53       |       |
| 11   | Beatrice Colli              | Italie           | 8 s 18       | 10 s 51      |       |
| 12   | Sarah Tetzlaff              | Nouvelle-Zélande | 8 s 39       | 8 s 64       | PB    |
| 13   | Manon Lebon                 | France           | 9 s 09       | chute        |       |
| 14   | Aniya Holder                | Afrique du Sud   | 9 s 61       | 9 s 12       | PB    |

| Manche | Voie A | Voie A                            | Voie A | Voie A | Voie B | Voie B                            | Voie B | Voie B |
| Manche | Rang   | Athlète                           | Temps  | Notes  | Rang   | Athlète                           | Temps  | Notes  |
| ------ | ------ | --------------------------------- | ------ | ------ | ------ | --------------------------------- | ------ | ------ |
| 1      | 1      | Aleksandra Mirosław (POL)         | 6 s 10 | Q      | 14     | Aniya Holder (RSA)                | 9 s 36 |        |
| 2      | 3      | Emma Hunt (USA)                   | 6 s 38 | Q      | 11     | Manon Lebon (FRA)                 | 7 s 07 |        |
| 3      | 6      | Aleksandra Kalucka (POL)          | 6 s 65 | Q      | 13     | Sarah Tetzlaff (NZL)              | 8 s 41 |        |
| 4      | 7      | Zhou Yafei (CHN)                  | 6 s 55 | Q      | 9      | Beatrice Colli (ITA)              | 6 s 84 | PB     |
| 5      | 4      | Deng Lijuan (CHN)                 | 6 s 48 | Q      | 8      | Capucine Viglione (FRA)           | 6 s 86 |        |
| 6      | 2      | Desak Made Rita Kusuma Dewi (INA) | 6 s 38 | Q      | 12     | Piper Kelly (USA)                 | 8 s 43 |        |
| 7      | 5      | Rajiah Sallsabillah (INA)         | chute  | q      | 10     | Leslie Adriana Romero Perez (ESP) | 7 s 26 | Q      |

### Finale
|  | Quarts de finale                  | Quarts de finale         |                           |                          | Demi-finales           | Demi-finales |  |  | Finale                    | Finale |
|  | Quarts de finale                  | Quarts de finale         |                           |                          | Demi-finales           | Demi-finales |  |  | Finale                    | Finale |
|  |                                   |                          |                           |                          |                        |              |  |  |                           |        |
|  |                                   |                          |                           |                          |                        |              |  |  |                           |        |
|  |                                   |                          |                           |                          |                        |              |  |  |                           |        |
|  | Aleksandra Miroslaw (POL)         | 6,35                     |                           |                          |                        |              |  |  |                           |        |
|  | Aleksandra Miroslaw (POL)         | 6,35                     |                           |                          |                        |              |  |  |                           |        |
|  | Leslie Adriana Romero Perez (ESP) | 7,06                     |                           |                          |                        |              |  |  |                           |        |
|  | Leslie Adriana Romero Perez (ESP) | 7,06                     | Aleksandra Miroslaw (POL) | 6,19                     |                        |              |  |  |                           |        |
|  |                                   |                          | Aleksandra Miroslaw (POL) | 6,19                     |                        |              |  |  |                           |        |
|  |                                   | Aleksandra Kalucka (POL) | 6,34                      |                          |                        |              |  |  |                           |        |
|  | Aleksandra Kalucka (POL)          | Aleksandra Kalucka (POL) | 6,34                      | 6,49                     |                        |              |  |  |                           |        |
|  | Aleksandra Kalucka (POL)          |                          |                           | 6,49                     |                        |              |  |  |                           |        |
|  | Zhou Yafei (CHN)                  | 6,58                     |                           |                          |                        |              |  |  |                           |        |
|  | Zhou Yafei (CHN)                  | 6,58                     | Aleksandra Miroslaw (POL) | 6,10                     |                        |              |  |  |                           |        |
|  |                                   |                          | Aleksandra Miroslaw (POL) | 6,10                     |                        |              |  |  |                           |        |
|  |                                   | Deng Lijuan (CHN)        | 6,18                      |                          |                        |              |  |  |                           |        |
|  | Emma Hunt (USA)                   | Deng Lijuan (CHN)        | 6,18                      | 7,98                     |                        |              |  |  |                           |        |
|  | Emma Hunt (USA)                   |                          |                           | 7,98                     |                        |              |  |  |                           |        |
|  | Rajiah Sallsabillah (INA)         | 6,54                     |                           |                          |                        |              |  |  |                           |        |
|  | Rajiah Sallsabillah (INA)         | 6,54                     | Rajiah Sallsabillah (INA) | 6,41                     |                        |              |  |  |                           |        |
|  |                                   |                          | Rajiah Sallsabillah (INA) | 6,41                     | Match pour la 3e place |              |  |  |                           |        |
|  |                                   | Deng Lijuan (CHN)        | 6,38                      |                          |                        |              |  |  |                           |        |
|  | Desak Made Rita Kusuma Dewi (INA) | Deng Lijuan (CHN)        | 6,38                      | 6,369                    |                        |              |  |  |                           |        |
|  | Desak Made Rita Kusuma Dewi (INA) |                          |                           | 6,369                    |                        |              |  |  |                           |        |
|  | Deng Lijuan (CHN)                 | 6,363                    |                           | Aleksandra Kalucka (POL) | 6,53                   |              |  |  |                           |        |
|  | Deng Lijuan (CHN)                 | 6,363                    |                           | Aleksandra Kalucka (POL) | 6,53                   |              |  |  |                           |        |
|  |                                   |                          |                           |                          |                        |              |  |  | Rajiah Sallsabillah (INA) | 8,24   |
|  |                                   |                          |                           |                          |                        |              |  |  | Rajiah Sallsabillah (INA) | 8,24   |

### Classement final
| Rang                                | Athlète                     | Pays       | Temps (sec.) | Meilleurs temps en compétition | Notes |
| ----------------------------------- | --------------------------- | ---------- | ------------ | ------------------------------ | ----- |
| Médaille d'or, Jeux olympiques      | Aleksandra Mirosław         | Pologne    | 6 s 10       |                                |       |
| Médaille d'argent, Jeux olympiques  | Deng Lijuan                 | Chine      | 6 s 18       |                                | PB    |
| Médaille de bronze, Jeux olympiques | Aleksandra Kalucka          | Pologne    | 6 s 53       |                                |       |
| 4                                   | Rajiah Sallsabillah         | Indonésie  | 6 s 54       |                                |       |
| 5                                   | Emma Hunt                   | États-Unis |              | 6 s 367                        | PB    |
| 6                                   | Desak Made Rita Kusuma Dewi | Indonésie  |              | 6 s 369                        | PB    |
| 7                                   | Zhou Yafei                  | Chine      |              | 6 s 38                         | PB    |
| 8                                   | Leslie Adriana Romero Perez | Espagne    |              | 6 s 89                         |       |

## Records
Avant cette compétition, les records dans cette discipline étaient les suivants : 
| Record du monde  | Aleksandra Mirosław (POL) | 6 s 24 | Rome  | 15 septembre 2023 |
| Record olympique | Aleksandra Mirosław (POL) | 6 s 84 | Tokyo | 6 août 2021       |

Au cours de la compétition, les records suivants sont établis : 
| Record du monde  | Aleksandra Mirosław (POL) | 6 s 06 | Le Bourget | 5 août 2024 |
| Record olympique | Aleksandra Mirosław (POL) | 6 s 06 | Le Bourget | 5 août 2024 |